# ليتل لوي فيغا
ليتل لوي فيغا (بالإنجليزية: Little Louie Vega)‏ هو منتج أسطوانات وملحن ودي جيه أمريكي، ولد في 12 يونيو 1965 في نيويورك في الولايات المتحدة.

## وصلات خارجية
- ليتل لوي فيغا على موقع ميوزك برينز (الإنجليزية)
- ليتل لوي فيغا على موقع أول ميوزيك (الإنجليزية)
- ليتل لوي فيغا على موقع أول ميوزيك (الإنجليزية)
- ليتل لوي فيغا على موقع ديسكوغز (الإنجليزية)